# Golac (Dugi otok)
Golac je nenaseljeni otočić u hrvatskom dijelu Jadranskog mora.
Njegova površina iznosi 0,064 km². Dužina obalne crte iznosi 1,04 km.